# 서툴지만, 사랑
《서툴지만, 사랑》(일본어: MIRACLE デビクロくんの恋と魔法)은 2014년에 개봉한 일본 영화이다.

## 캐스팅
- 아이바 마사키 : 야마모토 히카루 역
- 에이쿠라 나나 : 안나 역
- 한효주 : 소연 역
- 이쿠타 토마 : 키타야마 역
- 게키단 히토리 : 데비쿠로 목소리 역
- 코이치 만타로 : 쿠리타 나츠키 역
- 와타나베 마키코 : 리츠코 역
- 츠카지 무가 : 유메노 모리 역
- 키시이 유키노 : 카라키 레몬 역
- 이치카와 미와코 : 리나 역
- 누쿠미즈 요이치 : 이자카야 주인 역
- 크리스 페플러 : 이벤트 사회자 역
- 히라사와 코코로 : 마나미 역
- 니노미야 케이타 : 야마모토 히카루 어린시절 역
- 마츠모토 라무 : 타카하시 안나 어린시절 역